# 臺北市立南門國民中學
台北市立南門國民中學，簡稱南門國中，是台北市市立國民中學之一，位於中正區廣州街、植物園北側。

## 沿革
該校創校於日治時期，原為日本子弟就讀的城南小學；二次大戰結束後改設台灣省警察學校。1968年8月奉命成立南門國民小學，校務由中學校長兼理，並命名為台北市立南門國民中小學；1989年8月1日，奉令將中小學分開設校迄今。

## 歷任校長
| 任別 | 姓名   | 任期                |
| ---- | ------ | ------------------- |
| 1    | 于維魯 | 1968年9月~1975年8月 |
| 2    | 賴晚鐘 | 1975年8月~1981年2月 |
| 3    | 錢星橋 | 1981年2月~1989年2月 |
| 4    | 陳登瑞 | 1989年2月~1991年8月 |
| 5    | 王正哲 | 1991年8月~1996年8月 |
| 6    | 洪富雄 | 1996年8月~2004年8月 |
| 7    | 韓桂英 | 2004年8月~2010年8月 |
| 8    | 李珀玲 | 2010年8月~2014年8月 |
| 9    | 曾文龍 | 2014年8月~2018年7月 |
| 10   | 王福從 | 2018年8月~2024年7月 |
| 11   | 劉增銘 | 2024年8月~迄今      |

### 組織架構
核定總班級數53班（包括普通班 42 班、特殊班7班、體育班3班、學習資源班1班），預算員額數：校長1人、教師129人，職員工人數25人 (含職員、專任運動教練、約聘僱人員、校警及職工）。

## 校友
- 林佳龍：前台中市長
- 黃國倫：詞曲創作者與唱片製作人
- 蔡藍欽：作詞家、歌手
- 溫以仁：指揮家
- 蕭泰然：鋼琴家、指揮家、作曲家
- 劉學軒：作曲家
- 郭子乾：演員、主持人
- 李國修：劇作家
- 簡文彬：指揮家
- 林育羣：歌手
- 侯昌明：主持人
- 艾怡良：歌手
- 李偉文：作家
- 吳武明：學者
- 翟本喬：臺灣企業家
- 小田滋：前國際法院法官副院長
- 賴東賢：演員、主持人
- 黃渼茜：奧運游泳選手

## 外部連結
- 台北市立南門國民中學網站 （页面存档备份，存于）